# Hernán Jansen
Hernán Enrique Jansen Brito (Caracas, 6 marzo 1985) è uno schermidore venezuelano.

## Palmarès
In carriera ha conseguito i seguenti risultati:
- Giochi Panamericani:

Guadalajara 2011: bronzo nella sciabola individuale.